# Acantholeria stackelbergi
Acantholeria stackelbergi är en tvåvingeart som beskrevs av Gorodkov 1966. Acantholeria stackelbergi ingår i släktet Acantholeria och familjen myllflugor. Inga underarter finns listade i Catalogue of Life.